# 魏斯·里夏德
魏斯·里夏德（匈牙利語：Weisz Richárd，1879年4月30日—1945年12月4日），匈牙利男子摔跤运动员。他曾代表匈牙利参加1908年夏季奥林匹克运动会摔跤比赛，获得男子古典式超重量级金牌。